# 青梅新町の大井戸

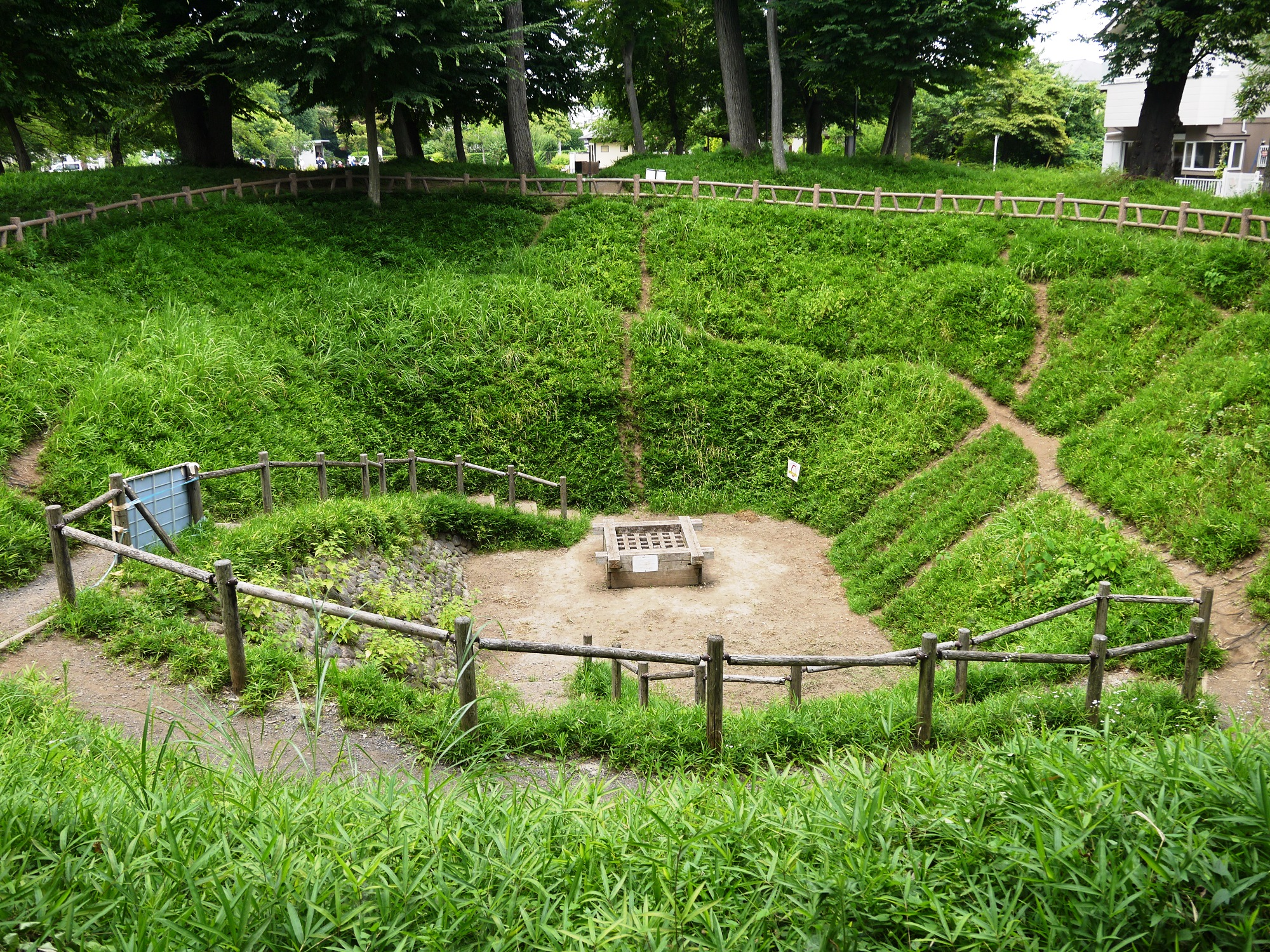
青梅新町の大井戸

青梅新町の大井戸（おうめしんまちのおおいど）とは、東京都青梅市新町に所在するまいまいず井戸。東京都指定史跡に指定されている。

## 概要
地盤が脆い武蔵野台地では井戸を垂直に掘削することが困難であったため、地面をすり鉢状に掘り下げた独特の形状の井戸が多く見られる。青梅新町の大井戸はこうした井戸の中でも最大級のもので、室町時代から安土桃山時代にかけて掘削されたと推測されている。18世紀中頃まで使われていたものの、その後埋没し、使用されなくなっていた。埋没後は井戸があった場所という伝承のみが残り、地主や地域住民によって保護されてきた。1958年（昭和33年）11月には青梅市の指定史跡となった。しかし穴は徐々に草木が生い茂り、ゴミが投げ入れられるなど、荒廃が進んだ。
1976年（昭和51年）に周辺で土地区画整理事業が始まると、井戸を復元し、史跡として整備しようとする動きが出てきた。市による整備にはそもそも井戸が実在したのか確認する必要があり、1988年（昭和63年）8月に確認調査が行われた結果、実際に井戸があったことが確認された。1991年（平成3年）から7年にわたって発掘調査が実施された。1993年（平成5年）3月22日に東京都指定史跡となる。1997年（平成9年）7月からは青梅市が整備し、使用されていた当時の姿を再現、一般公開されている。

## 周辺
- 鈴法寺公園
- 青梅市立泉中学校

## アクセス
- 青梅線河辺駅北口より徒歩約30分
- 河辺駅北口最寄の「河辺駅入口」バス停より都バス梅70系統に乗車、「新町天神社前」下車、徒歩約2分